# 阿尔施泰特
阿尔施泰特（德語：Allstedt，發音：[ˈalʃtɛt] ⓘ）是德国萨克森-安哈尔特州曼斯费尔德-南哈茨县的城市，面积149.81平方千米，2023年12月31日人口为7,550人。

## 历史
2010年1月1日，阿尔施泰特-卡尔滕博恩管理共同体解散，其成员市镇拜尔瑙姆堡、埃姆瑟洛、霍尔登施泰特、卡塔里嫩里特、利德斯多夫、米特尔豪森、下勒布林根、宁施泰特、珀尔斯费尔德、索特豪森和沃尔弗施泰特并入阿尔施泰特，市镇温克尔暂未合并。2010年9月1日，温克尔并入阿尔施泰特。

## 友好城市
- 法國 艾格佩斯
- 斯洛伐克 弗爾博韋
- 捷克 維特科夫
- 德国 特伦德尔堡